# Oliver Bozanic
Oliver Bozanic (n. 8 ianuarie 1989, Sydney, Noul Wales de Sud, Australia) este un fotbalist australian.
Între 2013 și 2015, Bozanic a jucat 7 de meciuri pentru echipa națională a Australiei.

## Statistici
| Australia | Australia | Australia |
| An        | Meciuri   | Goluri    |
| --------- | --------- | --------- |
| 2013      | 1         | 0         |
| 2014      | 4         | 0         |
| 2015      | 2         | 0         |
| Total     | 7         | 0         |